# Svartnande fingersvamp
Svartnande fingersvamp (Ramaria broomei) är en svampart som först beskrevs av Cotton & Wakef., och fick sitt nu gällande namn av R.H. Petersen 1981. Enligt Catalogue of Life ingår Svartnande fingersvamp i släktet Ramaria,  och familjen Gomphaceae, men enligt Dyntaxa är tillhörigheten istället släktet Ramaria,  och familjen Ramariaceae. Arten är reproducerande i Sverige. Inga underarter finns listade i Catalogue of Life.